# Айиртас
Айирта́с (каз. Айыртас) — село у складі Актогайського району Карагандинської області Казахстану. Адміністративний центр та єдиний населений пункт Айиртаського сільського округу.
Населення — 184 особи (2021; 381 у 2009, 671 у 1999, 952 у 1989).
Національний склад станом на 1989 рік:
- казахи — 100 %.